# Brachiaria munae
Brachiaria munae är en gräsart som beskrevs av Basappa. Brachiaria munae ingår i släktet Brachiaria och familjen gräs. Inga underarter finns listade i Catalogue of Life.